# Gerald of Windsor
Gerald of Windsor († zwischen 1116 und 1136) war ein anglonormannischer Adliger und Soldat. Er war der Stammvater der Fitzgeralds, einer weitverzweigten Adelsfamilie in Irland.

## Herkunft und Teilnahme an der Eroberung von Wales
Gerald war vermutlich ein jüngerer Sohn von Walter, der 1086 normannischer Konstabler von Windsor Castle war und vor 1105 starb. Er kam im Dienst von Arnulf de Montgomery nach Wales und wurde Kastellan des nach einem walisischen Aufstand 1093 errichteten Pembroke Castle. Während einer weiteren Erhebung der Waliser wurde die Burg durch Cadwgan ap Bleddyn von Powys 1096 belagert, doch Gerald konnte den Belagerern vormachen, dass er über ausreichend Soldaten und Vorräte verfüge, so dass sie die Belagerung aufgaben. Im Gegenzug überfiel Gerald 1097 die Ländereien von Wilfrid, dem Bischof von St Davids, der Cadwgan ap Bleddyn unterstützt hatte, in Pebidiog.

## Heirat und Gründung eines eigenen Landbesitzes
Um 1100 heiratete Gerald Nest, eine Tochter des im Kampf gegen Normannen gefallenen Königs Rhys ap Tewdwr von Deheubarth, die zuvor eine Geliebte des englischen Königs Heinrich I. gewesen war. Er war 1102 an der Revolte von Arnulf de Montgomery und dessen Bruder Robert of Bellême gegen Heinrich I. beteiligt und reiste nach Irland, um Arnulfs Schwiegervater Muircheartach Ua Briain, den irischen König von Dublin, um Unterstützung zu bitten. König Heinrich hatte die Ländereien von Arnulf dem Waliser Iorwerth ap Bleddyn, einem Bruder von Cadwgan ap Bleddyn, als Belohnung für dessen Hilfe bei der Niederschlagung des Aufstands versprochen, doch als die Revolte niedergeschlagen war, übergab er Pembroke dem anglonormannischen Ritter Saer, der es jedoch bereits 1105 wieder dem König übergeben musste. 

## Raub der Ehefrau und Rache von Gerald
Nach 1105 wurde Gerald trotz seiner Beteiligung an der Rebellion von 1102 königlicher Konstabler von Pembroke Castle, dazu errichtete er Carew Castle, das zum Mittelpunkt der Ländereien seiner Familie wurde. Eine weitere Burg erbaute er bei Cenarth Bychan, das vermutlich Cilgerran Castle war. Vermutlich auf diese Burg, vielleicht aber auch auf Carew Castle erfolgte 1109 der Überfall von Owain ap Cadwgan von Powys. Owain hatte zuerst seine angebliche Verwandte Nest in der Burg besucht und war angeblich so von ihrer Schönheit angetan, dass er später mit seinen Kriegern die Burg überfiel und niederbrannte. Gerald konnte knapp entkommen, angeblich konnte er mit Nests Hilfe durch den Latrinenschacht fliehen, doch seine Frau und seine Kinder wurden von Owain nach Powys entführt. Auf Drängen von Nest sandte Owain später Geralds Kinder zu ihrem Vater zurück, doch Nest selbst blieb bei ihm und gebar ihm zwei weitere Kinder. Als Folge dieser Tat ließen die Anglonormannen Owains Vater Cadwgan ap Bleddyn aus seinem Reich vertreiben. Erst 1116 konnte sich Gerald an Owain rächen, als er mit einem Trupp flämischer Siedler bei der Verfolgung des aufständischen Gruffydd ap Rhys bei Carmarthen auf Owain traf und ihn aus Rache tötete. Ob Nest nach dem Tod Owains zu Gerald zurückkehrte, ist ungeklärt, sie wurde später die Frau von Stephen, dem Konstabler von Cardigan Castle. Auch über das weitere Schicksal von Gerald ist nichts bekannt, nach 1116 wird er nicht mehr erwähnt. Seine Söhne William und Maurice werden erst 1136 als Anführer der anglonormannischen Streitmacht in der Schlacht von Crug Mawr wieder erwähnt, so dass Gerald zwischen 1116 und 1136 gestorben sein muss.

## Familie und Nachkommen
Aus seiner Ehe mit Nest hatte er drei Söhne und eine Tochter:
- William, Lord of Carew – heiratete Maria Marrio Fitz Gerald de Carew (De Montgomery), Tochter von Lafracoth ingen Muiredaig Ó Briain und Arnulf de Montgomery, seine andere Ehefrau war Angh ferch Gruffudd, die Tochter von Gruffydd ap Rhys – eine der beiden gebar ihm den Sohn Raymond FitzGerald
- Maurice FitzGerald
- David FitzGerald († 1176), seit 1148 Bischof von St Davids
- Angharad ⚭ William de Berri, Lord of Manorbier

Maurice war mit einer der Anführer der ersten anglonormannischen Invasion von Irland. Er wurde von seinem Halbbruder Robert FitzStephen und mehreren seiner Söhne und Neffen begleitet, die in Irland umfangreichen Landbesitz eroberten. Geralds Nachkommen wurden Fitzgerald genannt, zu ihren Titeln gehörten der des Earl of Kildare und der des Earl of Desmond.
Einer der Söhne Angharads war Gerald of Wales, der zum Archidiakon aufstieg, aber vor allem als Historiker, Volkskundler und Dichter bekannt wurde und die Geschichte seiner Familie verfasste.